# 埃姆斯比伦
埃姆斯比伦是德国下萨克森州的一个市镇。总面积139.35平方公里，总人口10005人，其中男性5090人，女性4915人（2011年12月31日），人口密度72人/平方公里。